# معركة راس لانوف الأولى
معركة راس لانوف هي إحدى المعارك التي اندلعت إبَّان ثورة 17 فبراير في ليبيا عام 2011 ضد نظام العقيد معمر القذافي. اندلعت المعركة بين القوات المواليّة لهذا الأخير وتلك الموالية للمجلس الوطني الانتقالي، حيثُ سعت كلتا القوتان للسيطرةِ على بلدة راس لانوف. بدأت المرحلة الأولى من المعركة بعد يومينِ من معركة البريقة الأولى التي شَبَّت في بلدة البريقة التي تبعدُ حوالي 130 كيلومتر (81 ميل) شرق راس لانوف. بعد السيطرة على المدينة في الرابعِ من آذار/مارس، توغَّل الثوار غربًا لمهاجمة سرت لكن القوات الحكوميّة طردتهم ثمّ استعادت السيطرة على معظم راس لانوف في وقتٍ لاحق.

## خلفيّة
إثر اندلاع ثورة 17 فبراير في ليبيا والتي طالبت برحيل القذافي وزمرته، آثر العقيد الليبي معمر القذافي الاحتكام إلى المواجهة العسكرية مع الشعب لإخماد الثورة ضدّه. قامت كتائب القذافي ومرزقته باقتراف مجازر في البيضاء وأخرى في بنغازي وثالثة في الزاوية. ما فرضَ على ثوار 11 فبراير اللجوء إلى السلاح للدفاع عن أنفسهم.
استطاع الثوار الليبيون تأمين السِّلاح من مخازن الأسلحة في الشرق الليبي بعد توالي سقوط كُبرى مدن الشرق الليبي وهنَّ طبرق ودرنة والبيضاء وبنغازي. إثر خروج الشرق الليبي برمته من قبضة القذافي، استهلَّ الثوار تحركهم شطر الشرق الليبي وبدأوا ضمَّ المدن التي في طريقهم، فضمُّوا أجدابيا ثم اشتبكوا مع الكتائب في معركة البريقة الأولى ونجحوا في وضع أيديهم على البريقة فالعقيلة حتى وصلوا إلى راس لانوف يوم الجمعة الموافق للرابع من آذار/مارس 2011.

## المعركة
| سبقه المرحلة الأولى | معركة راس لانوف 4 - 14 آذار/مارس 2011 | تبعه المرحلة الثانية |

### المرحلة الأولى
بدأت المرحلة الأولى من الاشتباكات بين القوتينِ المتناحرتينِ في الرابع من آذار/مارس حينما هاجمت القوات الموالية للقذافي عبر أسلحةٍ ثقيلة وطائرات هليكوبتر مواقع للثوار – الذين كانوا قد أحرزوا تقدمًا في الأيام القليلة السابقة– على بعد كيلومترٍ واحدٍ من مطار راس لانوف. ذكرت مصادر تابعة للثوار حصول انشقاقات في القاعدة العسكرية المحلية الموالية للقذافي في راس لانوف.
تمكنت الفصائل الثوريّة ليلًا من السيطرة على بلدة راس لانوف بأكملها، بما في ذلك المطار والقاعدة العسكريّة. بعد الاستيلاء على القاعدة، قال الثوار إنهم عثروا على جثث 20 جنديًا أُعدموا بعدما رفضوا إطلاق النار على القوات المعارِضة.
بالإضافة إلى الجنود العشرين الذين ورد أنهم أُعدموا، فقد تكبّدت الفصائل الثوريّة خسائر بشريّة في صفوفها حيثُ قُتل 16 مقاتلًا وجُرح 31 آخرين خلال المعارك التي دارت داخل راس لانوف، بينما قُتل جنديين حتى 25 جنديًا في صفوفِ القوات البرية الموالية للقذافي الإضافة إلى مقتلِ طيارَيْن. نجحت الكتائب الثوريّة في الخامس من آذار/مارس في إسقاطِ قاذفة قنابل نفاثة تتبعُ القوات الجوية الليبية خارج راس لانوف.

### المرحلة الثانية
بحلول السادس من آذار/مارس وبينما كان الثوار الليبيون يتقدمون من راس لانوف باتجاهِ سرت، تعرَّضُوا لكمينٍ نصبتهُ قوات القذافي في بن جواد فتكبَّدوا خسائر فادحة. تراجعت الفصائل الثوريّة جرَّاء ذلك بسرعةٍ باتجاه راس لانوف لكنّهم تعرضوا هناك لقصفٍ جوي عنيفٍ من قبل قوات القذافي على مدار أربعة أيام. خلال الأيام الثلاثة التالية من القصف الجوي والقصف عبر الدبابات على الخطوط الأمامية في راس لانوف التي يتحصَّنُ فيها الثوار، قُتل ما لا يقلُّ عن 20 مقاتلًا منهم وأُصيب 65 آخرون.
ذكرت بي بي سي في العاشر من آذار/مارس أنّ القوات الموالية لمعمر القذافي طردت «الجماعات المتمردة» من راس لانوف. هذا الأمر أكّدهُ مقاتلٌ من الثوار حينما صرَّحَ لوكالة فرانس برس قائلًا: «لقد هُزمنا. إنهم يقصفون ونحن نهرب ... إنهم يأخذون رأس لانوف.» لقد هاجمت قوات القذافي المدينة بعنفٍ كبير حيثُ استعملت الدبابات والمدفعية من الغرب والجنوب وأطلقت السفن النار على المدينة من الشمال فيما قصفت الطائرات المدينة من فوق. حاولت قواتٌ ثوريّةٌ دخول المدينة من الشرق لتعزيزِ تلك المحاصرة لكنها تعرضت هي الأخرى لقصفٍ تسبّب في مقتلِ العشرات وتحطّمِ العديد من الآليات العسكريّة. انسحبت في وقتٍ لاحقٍ من ذلك المساء معظم قوات الثوار من البلدة – باستثناء القليل الذين ظلوا يُقاومون داخل المدينة – حيثُ أقامت خطّ دفاعٍ شرق المدينة.
بحلول مساء العاشر من آذار/مارس، كانت جميع وسائل الإعلام الإخبارية تتحدث عن سقوط عددٍ كبيرٍ من الثوار أو أسرهم على الرغم من إنكار المجلس الذي يقوده ثوار بنغازي. زعمت الحكومة أنها ألقت القبض على 1500 متمرد، في الوقتِ الذي نصحت فيهِ القوات المناهضة للقذافي المدنيين بمغادرة المنطقة المحيطة بالبريقة توقعًا لاستمرار تقدم القوات الحكومية.
في صباح الحادي عشر من آذار/مارس، دخلت أول قواتٍ بريةٍ مواليةٍ للقذافي المدينة بـ 150 جنديًا تدعمهم ثلاث دبابات وتمكّنت هذه الوحَدة من الوصول إلى وسط المدينة. وصلت في الوقت نفسه أربعة زوارق بحريّة وضعت ما بين 40 و50 جنديًا على الشاطئ القريبِ من فندق الفضيل وقد اشتبكت هذه القوات مع فلول الثوار الذين فضّلوا عدم الانسحاب من المدينةِ في اليوم السابق. نجحت القوات الحكومية في الاستيلاءِ على المناطق السكنية في راس لانوف، لكن الثوار صمدوا في مرافق ميناء النفط لبضع ساعات قبل أن ينسحبوا منها متجهين شرق المدينة أينَ أقاموا خطّ الدافاع. سقطت المدينة فعليًا في يدِ قوات القذافي ومع ذلك فقد أعاد الثوار تجميع صفوفهم وشنوا هجومًا مضادًا تمكنوا فيهِ من طرد القوات الموالية من الجزء الشرقي من المدينة، بينما ظلَّ الجنود الموالون للنظام يسيطرون على الجزء الغربي من المدينة.
انسحبَ الثوار في اليومِ الموالي (12 آذار/مارس) من راس لانوف بالكامل وأعادوا تمركزهم في بلدة العقيلة غرب البريقة، حيثُ أكّد قادة الثوار أن القوات الموالية للقذافي دفعتهم 20 كم خارج المدينة واستولت على مصفاة النفط. في وقت لاحق من اليوم، سمحت الحكومة الصحفيين الأجانب بدخولِ المدينة للتأكد من سقوطها رسميًا من فصائل المعارضة.

## ما بعد المعركة
بعد المرحلة الثانيّة من المعركة، أصبحت المدينة فعليًا في أيدي الموالين للنظام الليبي الذي تقدم شرقًا مُستوليًا على بلدتي البريقة وأجدابيا وواصلًا بنغازي. بدأ التدخل عسكريًا في ليبيا في التاسع عشر من آذار/مارس حيث دفعت الضربات الجويّة لطائرات التحالف القوات الحكومية إلى التراجع مما سمح للثوار باستعادة عددٍ من البلدات. شُوهدت في السابع والعشرين من نفس الشهر القوات الموالية للقذافي في راس لانوف وهي تتراجعُ باتجاه سرت، وقد سمح هذا التراجع للقوات المناهضة للقذافي باستعادة السيطرة على المدينة. لم يستمر الوضعُ الجديد للمدينة طويلًا حيثُ سرعان ما عادت القوات المواليّة للحكومة لتطرد الثوار في هجومٍ مضادٍ على راس لانوف في الثلاثين من آذار/مارس مستعيدةً بذلك السيطرة على المدينة. استعادَ الثوار السيطرة على المدينة في آب/أغسطس بعد معارك طاحنة مع قوات القذافي التي حاولت بين كل فينةٍ وأخرى مهاجمة المدينة لاسترجاعها أو استرجاعِ جزءٍ منها على الأقل لكنها فشلت في ذلك.